# Дубовский, Анатолий Иванович
Анатолий Иванович Дубовский (укр. Анатолій Іванович Дубовський; 3 октября 1934 года, г. Хабаровск, Дальневосточный край РСФСР — декабрь 1999 года) — украинский врач и государственный деятель, депутат Верховной рады Украины I созыва (1990—1994).

## Биография
Родился 3 октября 1934 года в городе Хабаровск Дальневосточного края РСФСР (ныне Хабаровский край) в семье офицера.
Окончил Днепропетровский медицинский институт в 1959 году.
После окончания института с 1959 года работал врачом-хирургом больницы № 9 в Красноярском крае, с 1962 года был врачом-хирургом 5-й городской больницы г. Запорожье.
С 1970 год занимал должность главного врача Запорожской городской больницы № 9, с 1981 года был заместителем главного врача, главным врачом городской клинической больницы № 5 скорой медицинской помощи им. XXIV съезда КПСС.
Являлся членом КПСС с 1970 по 1991 год.
В 1990 году в ходе первых альтернативных парламентских выборов в Украинской ССР был выдвинут кандидатом в народные депутаты трудовым коллективом городской клинической больницы № 5 скорой медицинской помощи им. XXIV съезда КПСС, 18 марта 1990 года во втором туре был избран народным депутатом Верховного совета Украинской ССР XII созыва (в дальнейшем — Верховной рады Украины I созыва) от Орджоникидзевского избирательного округа № 183 г. Запорожье, набрал 59,25 % голосов среди 11 кандидатов. В парламенте являлся членом мандатной комиссии и по вопросам депутатской этики, в состав депутатских групп и фракций не входил. Депутатские полномочия истекли 10 мая 1994 года. Одновременно с 1990 года являлся генеральным директором областного центра экстремальной медицины и скорой помощи.
Награждён знаком «Отличник здравоохранения СССР», званием «Заслуженный врач Украины». Был женат, имел троих детей.
Умер в декабре 1999 года.